# Trieri Rajna-vidék Múzeum

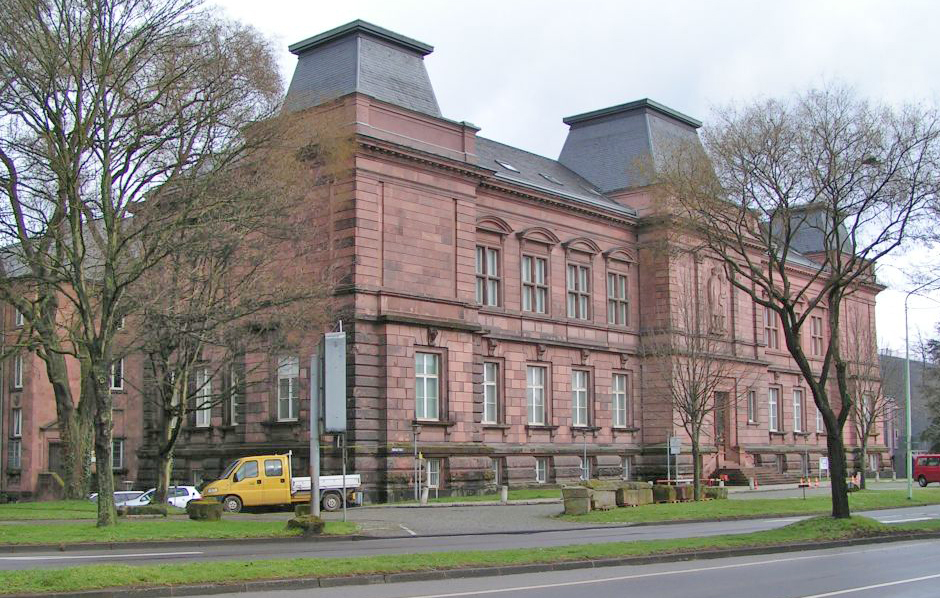
Trieri Rajna-vidék Múzeum (2006)

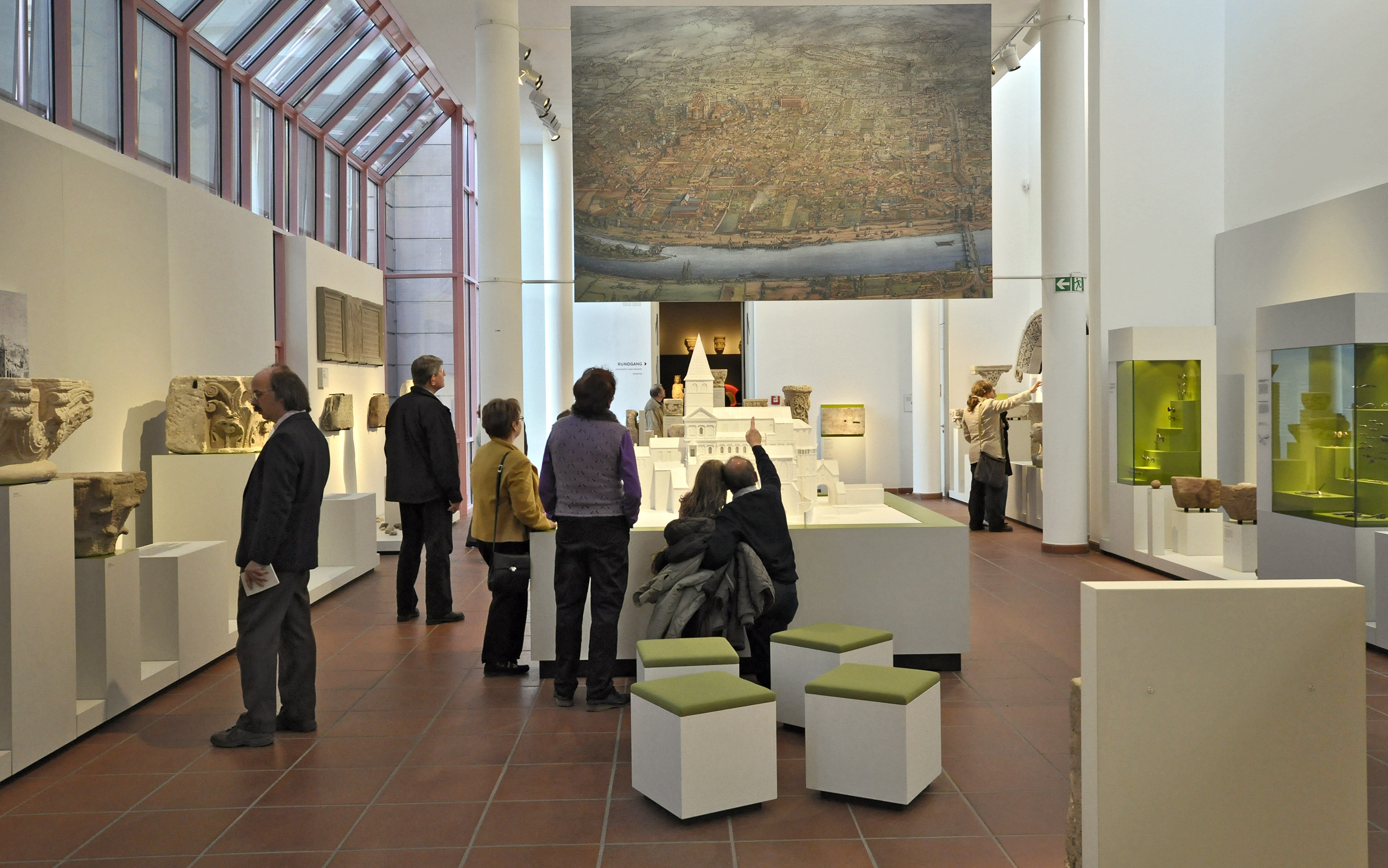
Bemutatóterem Nach der Römerzeit (A római kor után)

A Trieri Rajna-vidék Múzeum Németország egyik legjelentősebb régészeti múzeuma. Gyűjteménye őskori, római kori, középkori és barokk műkincsekből áll. A történeti kiállítás legfőképp azonban Németország legrégebbi városa, Trier (Augusta Treverorum) római kori régészeti leleteit mutatja be. 

## Történet és feladatok

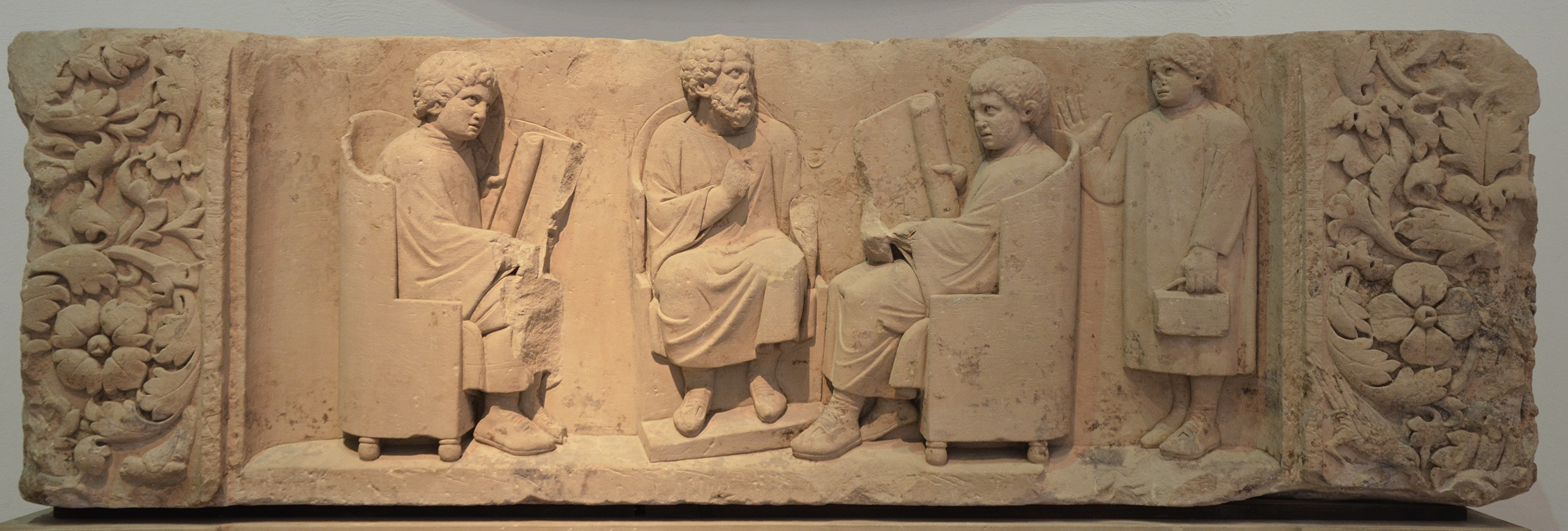
Schulrelief

A múzeumot a Bonni Rajna-vidék Múzeummal együtt 1877-ben alapították. Kezdetben a „Provinzialmuseum der preußischen Rheinprovinz” (Porosz Rajna-vidék Tartományi Múzeuma) nevet viselte, és a Rajna-vidéki Tartományi Szövetség irányítása alá tartozott. A múzeum a második világháború után Rajna-vidék-Pfalz szövetségi állam igazgatósága alá került. 2008. március 1. óta a Rajna-vidék-Pfalzi Kulturális Örökség Vezérigazgatóságához tartozik. 
A múzeum egyik feladata már az alapításától kezdve elsősorban a régészeti műemlékvédelem, így a legtöbb kiállítási tárgy saját ásatásokból származik. A múzeum munkaterülete a több, mint 10000 ismert régészeti lelőhelyével és mintegy 5700 km²-es területével Trier mellett a környező településekre is kiterjed: Birkenfeld, Bernkastel-Wittlich, Bitburg-Prüm, Trier-Saarburg és Vulkaneifel is ide tartozik. Két tudományos folyóirat és egy saját monográfia-sorozat (Schriftenreihe des Rheinischen Landesmuseums Trier) is publikál az ásatási eredményeikről, a gyűjtemény darabjairól, illetve a történelmi kutatásaikról. A Fördererkreis des Landesmuseums (a múzeum támogatói köre) 2006 óta adja át a Dr. Heinz-Cüppers-Preis díjat, melyet egy korábbi igazgatóról neveztek el. 
- 1877-1892, 1898-1902: Felix Hettner, igazgatóságát megszakította a  Reichs-Limeskommission-ban (Birodalmi Limes-bizottság) való tevékenykedése
- 1892-1898: Hans Lehner, Felix Hettner megbízottjaként
- 1902-1905: Hans Graeven
- 1906-1935: Emil Krüger
- 1935-1945: Wilhelm von Massow
- 1946-1963: Hans Eiden
- 1965-1977: Reinhard Schindler
- 1977-1994: Heinz Cüppers
- 1994-2004: Hans-Peter Kuhnen
- 2004-2008: Karin Goethert
- 2008-2011: Eckart Köhne
- 2012 óta: Marcus Reuter

## Kiállítás
A 4000 m²-es kiállítási térben látogathatóak az állandó kiállítások az őskorról, a római korról, a középkorról és az újkorról. A római kori Trier későantik császári rezidenciaként az egyik legjelentősebb városnak számított a Római Birodalomban, s az ez időkből fennmaradt leletek teszik a gyűjteményt egyedülállóvá. 2009-ben és 2011-ben átrendezték a múzeumot, így ma a látogatóinak egy körutat kínál Trier és környékének történelmén keresztül, kezdve az első emberekkel 200 000 évvel ezelőtt. Bronzkori kőeszközök, leletek és nagy hatású kelta nemesi sírok között vezetik a látogatókat a régmúlt időkbe. A római korból, mikor Trier történelme során a legnagyobb jelentőséggel bírt, is láthatóak leletek: ilyen például az első római híd cölöpje, melynek dendrokronologikus vizsgálatai alapján Trier alapítási dátumát a Kr. e. 18-17. századra datálják. Eszerint Trier Németország legrégebbi városa. A stratégiailag és gazdaságilag kedvező fekvésének köszönhetően gyors fejlődésnek indult a város. Erről a dicsőséges időszakról tanúskodik többek között a legnagyobb Alpoktól északra található mozaikgyűjtemény, a pompás kisebb leletek a római mindennapokból, és a lenyűgöző, méteres magasságú síremlékek is, köztük a világhírű Neumageni borhajó.
A rómaiak utáni időkről mesélnek a hulladékgödrökből előkerült régészeti leletek, melyek meglepő bepillantást nyújtanak a középkori Trierre, illetve művészeti alkotások, mint amilyen a Trieri Dóm utolsó fennmaradt üvegablaka, melyek a trieri kolostorok és a dóm jelentőségéről tanúskodnak. A múzeumi körút végén az utolsó trieri választófejedelem pompás udvarát láthatjuk. 
A múzeum érmegyűjteménye, mely egyben Németország egyik legnagyobb numizmatikai gyűjteménye, külön kiállítási térben látogatható. A gyűjtemény ékessége az érmekincs, amit 1993. szeptember 9-én találtak, egy a Römerbrückéhez közeli mélygarázs építkezésén. A lelet 2558 római aranyérméből áll, és az eddigi legnagyobb római aranykincs a világon. 

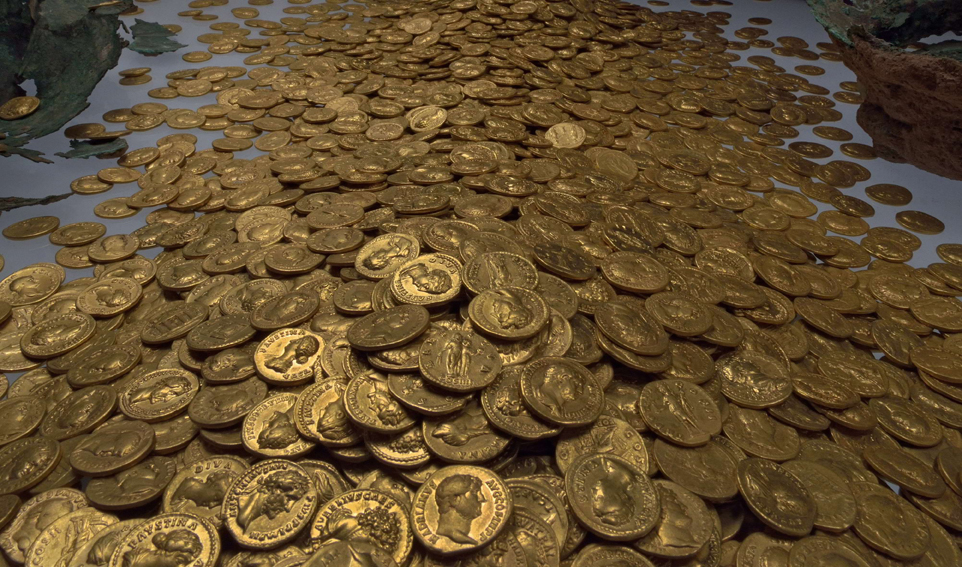
Trierer aranyérme kincs

Az audio-guide benne van a belépő árában, német, angol, francia és holland nyelven hallgatható, illetve van egy különleges gyermek tárlatvezetés opció is. 
Az állandó kiállítások mellett mintegy 2000 m²-nyi térben időszaki kiállítások kerülnek megrendezésre. Az elmúlt évek legsikeresebb kiállításai közé tartozik a 2007-es „Nagy Konstantin kiállítás“, illetve a 2009-es „Szépség a régi Egyiptomban“ kiállítás.

## Kiválasztott kiállítási tárgyak

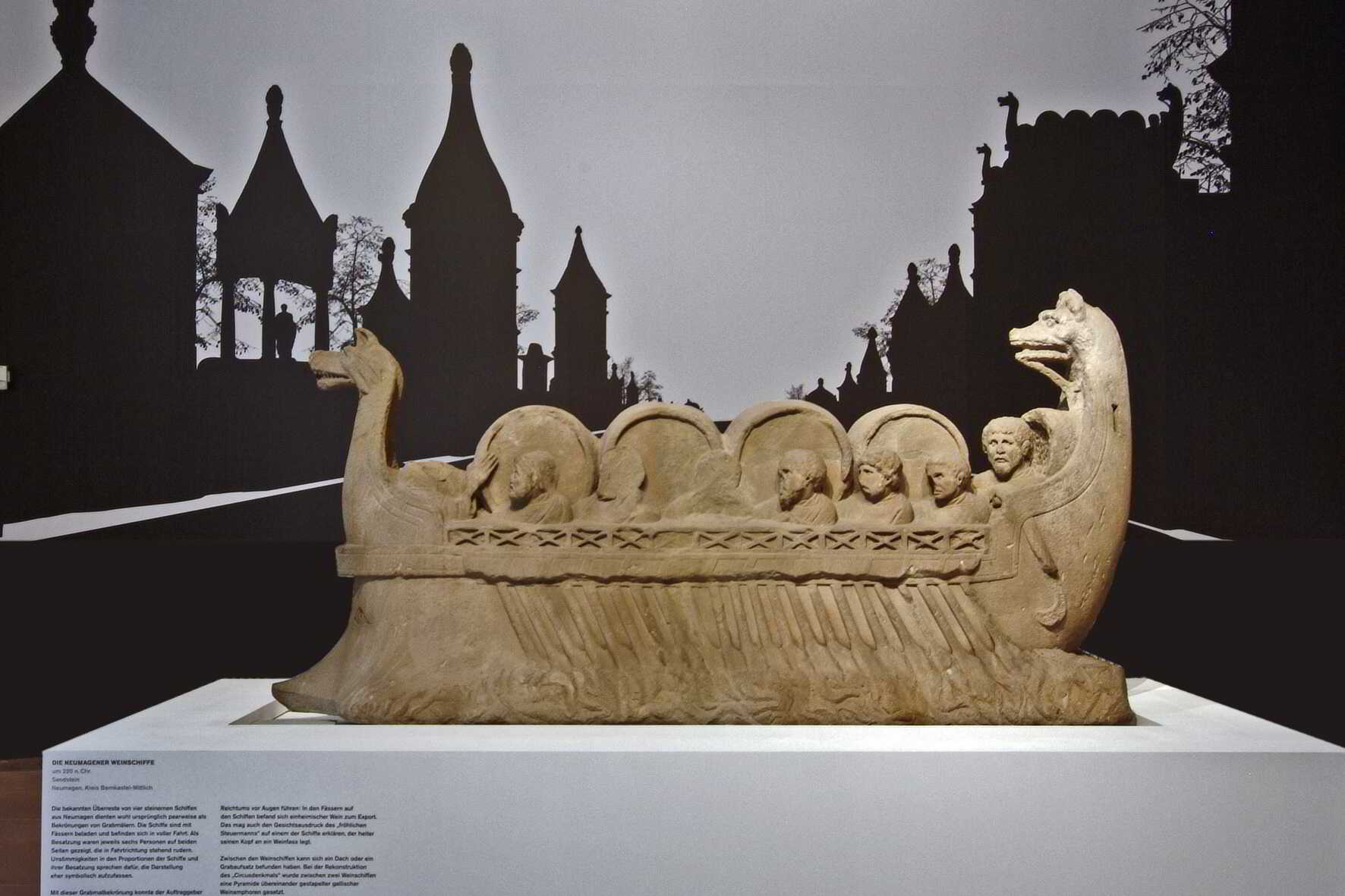
Az eredeti Neumageni borhajó

### A Neumageni borhajó
A Neumageni Borhajó tanulmányként szolgált egy római borkereskedő síremlékéhez Kr.u. 220 körül. 1878-ban találták meg, Neumagen-Dhronban, egy késő római erődítmény alapzatába beépítve. A faragás a Mosel virágzó borkereskedelmének szimbólumává vált. 

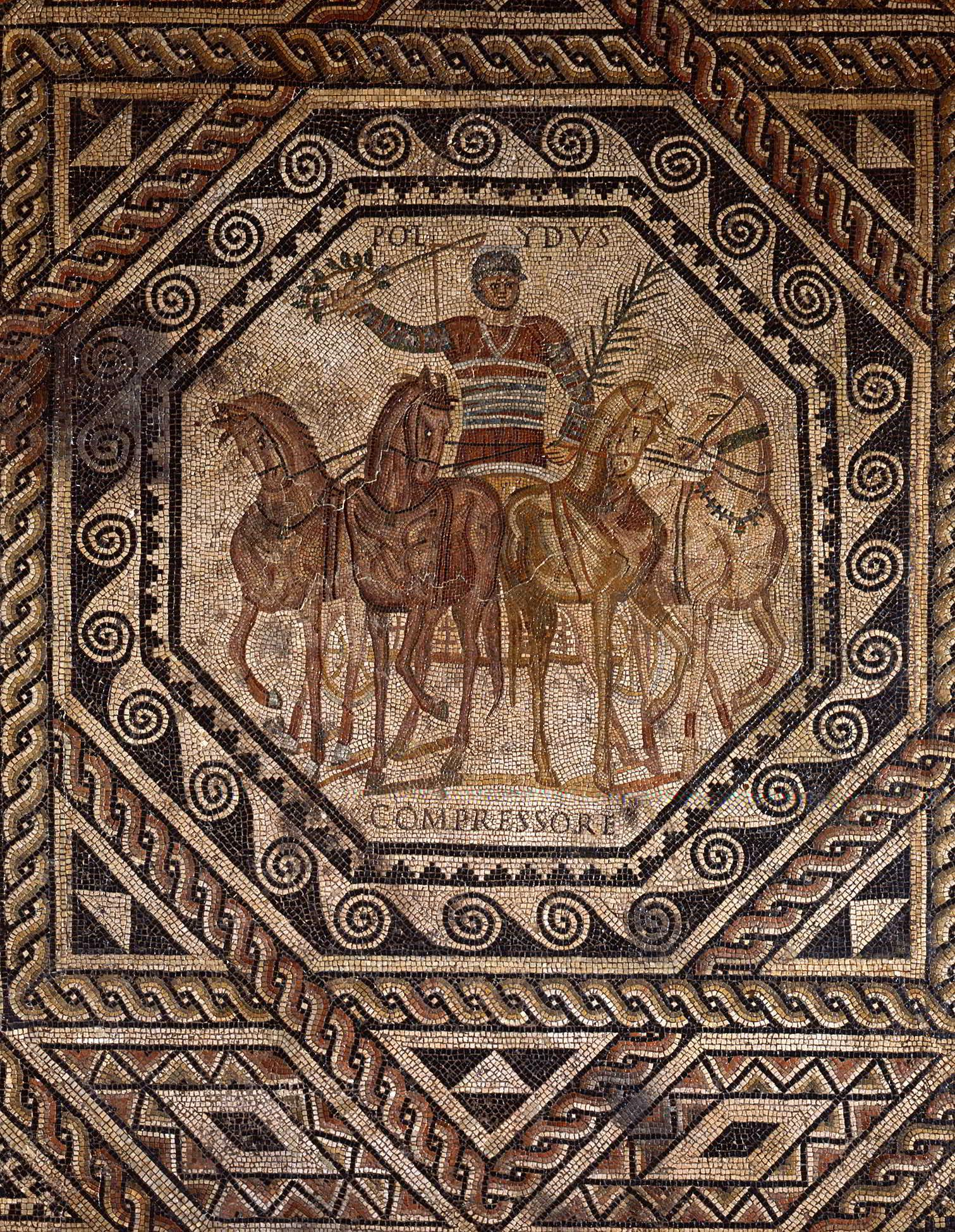
A Polydus-mozaik

### Mozaikok

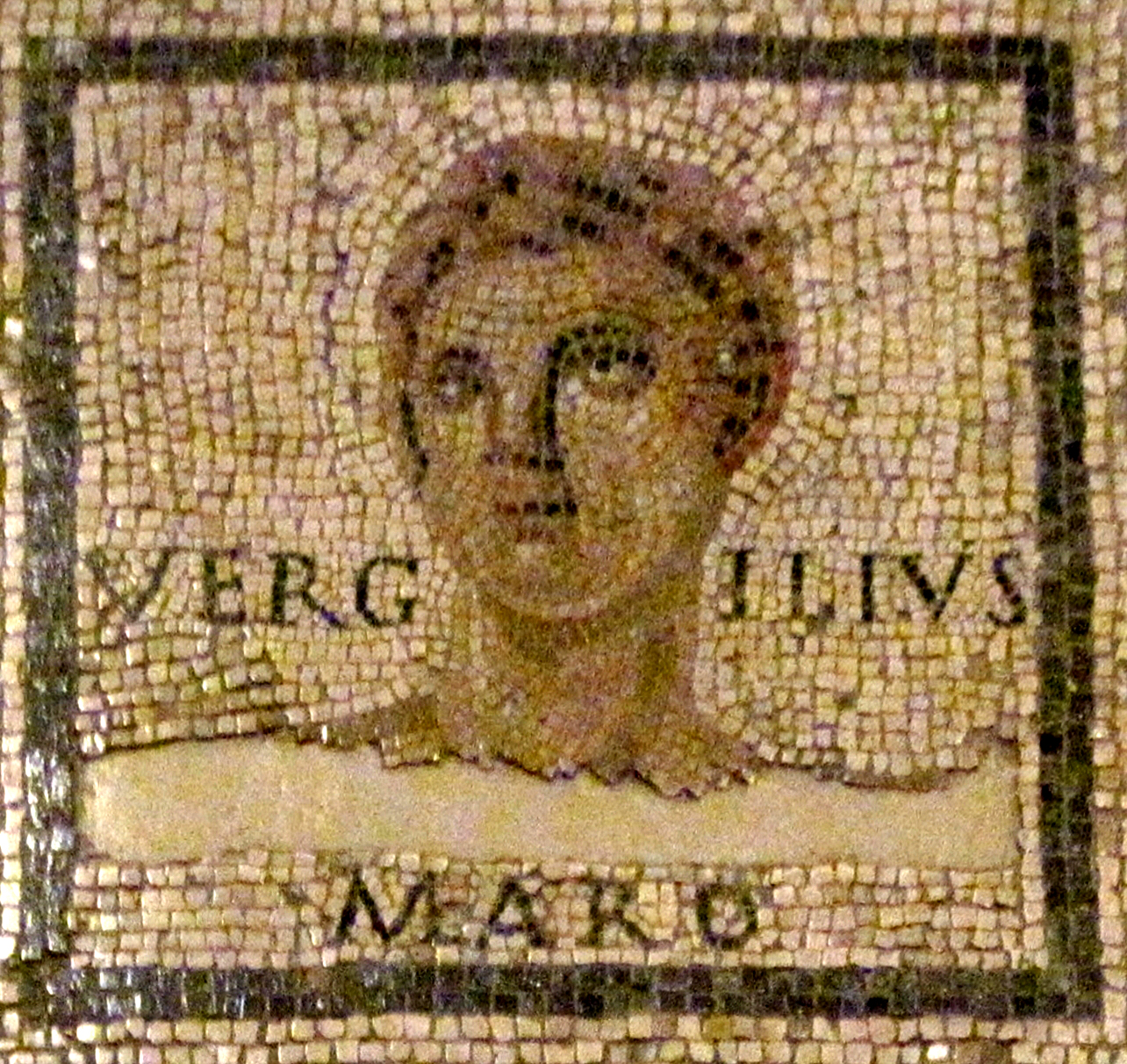
Vergilius a Monnus-mozaikon, a hiányzó részen malterral kipótolva

A Trieri Rajna-vidék Múzeum nagyon jó minőségű mozaikokkal rendelkezik, melyek nagy részét csaknem sértetlen formában tárták fel. 
Ezek közé tartozik a Polydus-mozaik, melyen a fogathajtó Polydus látható, amint kocsijában áll, melyet négy ló húz, és lengeti győzelmi trófeáját. Még az első ló, Compressore neve is fel van tüntetve a mozaikon. A harmadik századi mozaik egy városi házból származik, amit a 4. században a Kaiserthermen (Császári fürdő) építése miatt lebontottak. 
A múzeum területén került elő az alapzat feltárása során a Monnus-mozaik (vagy Monnus Múzsa-mozaikja) 1884-ben. A Kr. u. 3. századból származó mozaikot a rajta olvasható Monnus fecit (Monnus csinálta vagy alkotta) felirat alapján nevezték el. A mozaik különböző múzsákat és művészeket, többek között Vergiliust, továbbá képeket az évszakokról, hónapokról, állatövi jegyekről ábrázol. A kiemelkedő részek nem maradtak fenn, többek között egy nagy tűzvésznek köszönhetően – a feltáráskor még elszenesedett tetőgerenda darabok borították a mozaikot, alattuk minden darabka teljesen égett volt. Míg a díszítőelemeket újra restaurálták, a figurális ábrázolásokat csak malterral pótolták ki.

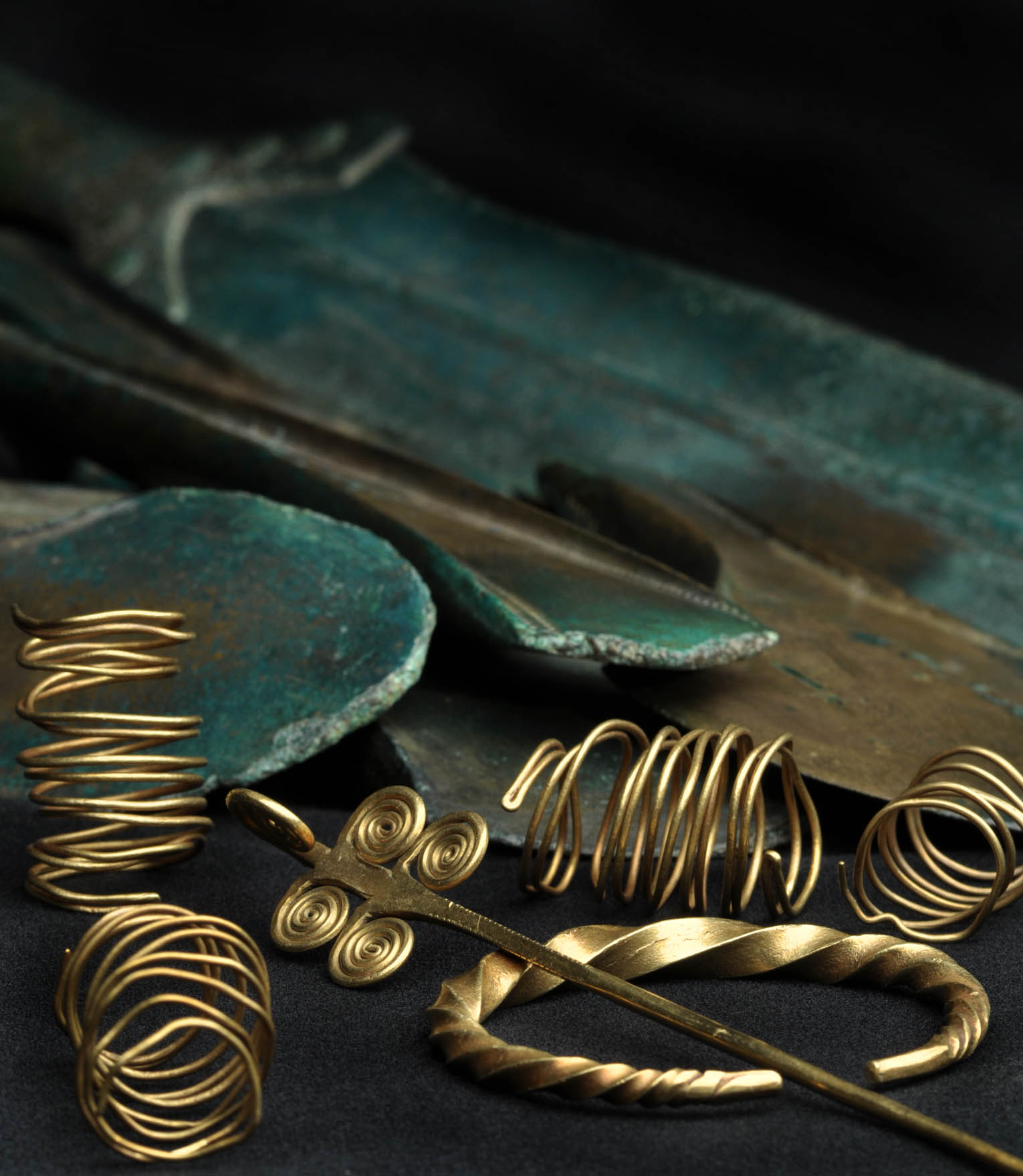
Bronzkori kincslelet

Ez a kincslelet egy fontos bronzkori leletnek számít. Kb. 3600 évvel ezelőtt egy arany karperecet és tűt, arany spirálokat, egy rövid kardot és bronz baltafejeket rejtettek el kövek közé. A leletet isteni erőknek ajánlott áldozatnak tartják, ugyanakkor lehetett akár valaki felszerelése másvilágra is. Mivel a bronzkori fémleletek a régióban igen ritkák, ezért ez a lelet az időszak egy fontos bizonyítéka.

## Könyvtár
A múzeum egy terjedelmes könyvtárral is rendelkezik, régészeti, művészettörténeti, numizmatikai és történelmi földrajz témájú, több, mint 100 000 kötetből álló könyvgyűjteménnyel.

## Rendezvények
A múzeum különböző foglalkozásokat kínál gyermekeknek és iskoláknak, születésnapokra és szünidei programoknak is, múzeumi élménypedagógiával és workshopokkal. Ezen kívül továbbképzéseket is kínálnak tanároknak és óvodapedagógusoknak. A felnőtteknek szóló programjaik közt vannak még múzeumi esték, tárlatvezetések, kulináris találkozók, előadások, workshopok és koncertek is. 

### A gyűjtemény leltárának feldolgozása
- Wolfgang Binsfeld, Karin Goethert-Polaschek, Lothar Schwinden: Katalog der römischen Steindenkmäler des Rheinischen Landesmuseums Trier. Corpus signorum Imperii Romani Bd. 4.3. Trier und Trierer Land. Zabern, Mainz 1988, ISBN 3-8053-0286-X (Trierer Grabungen und Forschungen 12).
- Antje Krug: Römische Gemmen im Rheinischen Landesmuseum Trier. Trier 1995, ISBN 978-3-923319-32-9 (Schriftenreihe des Rheinischen Landesmuseums Trier 10).
- Bernd Bienert: Die römischen Bronzegefäße im Rheinischen Landesmuseum Trier. Trier 2007, ISBN 978-3-923319-69-5 (Trierer Zeitschrift – Beiheft 31).
- Karl-Josef Gilles: Der römische Goldmünzschatz aus der Feldstraße in Trier. Trier 2013, ISBN 978-3-923319-82-4. (Trierer Zeitschrift – Beiheft 34).
- Karl-Josef Gilles: Das Münzkabinett im Rheinischen Landesmuseum Trier. Ein Überblick zur trierischen Münzgeschichte. Trier 1996 ISBN 978-3-923319-36-7 (Schriftenreihe des Rheinischen Landesmuseums Trier 13).
- Karin Goethert: Römische Lampen und Leuchter. Auswahlkatalog des Rheinischen Landesmuseums Trier. Trier 1997 ISBN 978-3-923319-38-1 (Schriftenreihe des Rheinischen Landesmuseums Trier 14)
- Peter Hoffmann: Römische Mosaike im Rheinischen Landesmuseum Trier. Führer zur Dauerausstellung, Trier 1999, ISBN 3-923319-44-4 (Schriftenreihe des Rheinischen Landesmuseums Trier 16)
- Eine Ägypterin in Trier. Die ägyptische Mumie und der Sarg im Rheinischen Landesmuseum Trier. Ägyptologische und medizinische Untersuchungen von Martina Minas-Nerpel und Günther Sigmund. Mit einem Beitrag zur Überlieferungsgeschichte von Jürgen Merten. Trier 2003, ISBN 978-3-923319-53-4 (Schriftenreihe des Rheinischen Landesmuseums Trier 26).

### Folyóiratok
- Trierer Zeitschrift. Archäologie und Kunst des Trierer Landes und seiner Nachbargebiete. 1, 1926 ff.
- Funde und Ausgrabungen im Bezirk Trier. 1, 1969 ff.

## Fordítás
Ez a szócikk részben vagy egészben  a   Rheinisches Landesmuseum Trier című német Wikipédia-szócikk ezen változatának fordításán alapul.  Az eredeti cikk szerkesztőit annak laptörténete sorolja fel. Ez a jelzés csupán a megfogalmazás eredetét és a szerzői jogokat jelzi, nem szolgál a cikkben szereplő információk forrásmegjelöléseként.